# Route des Grands Crus

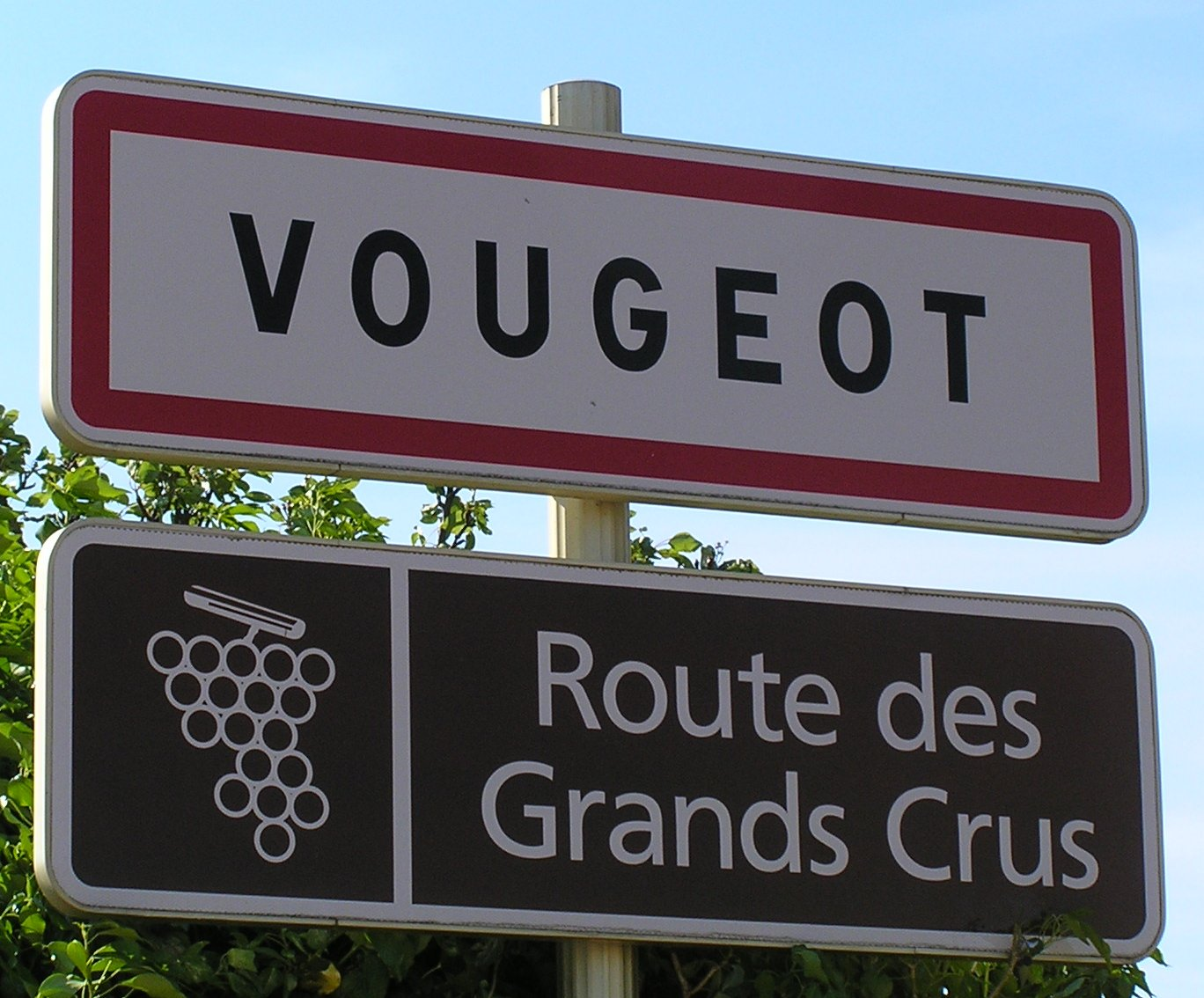

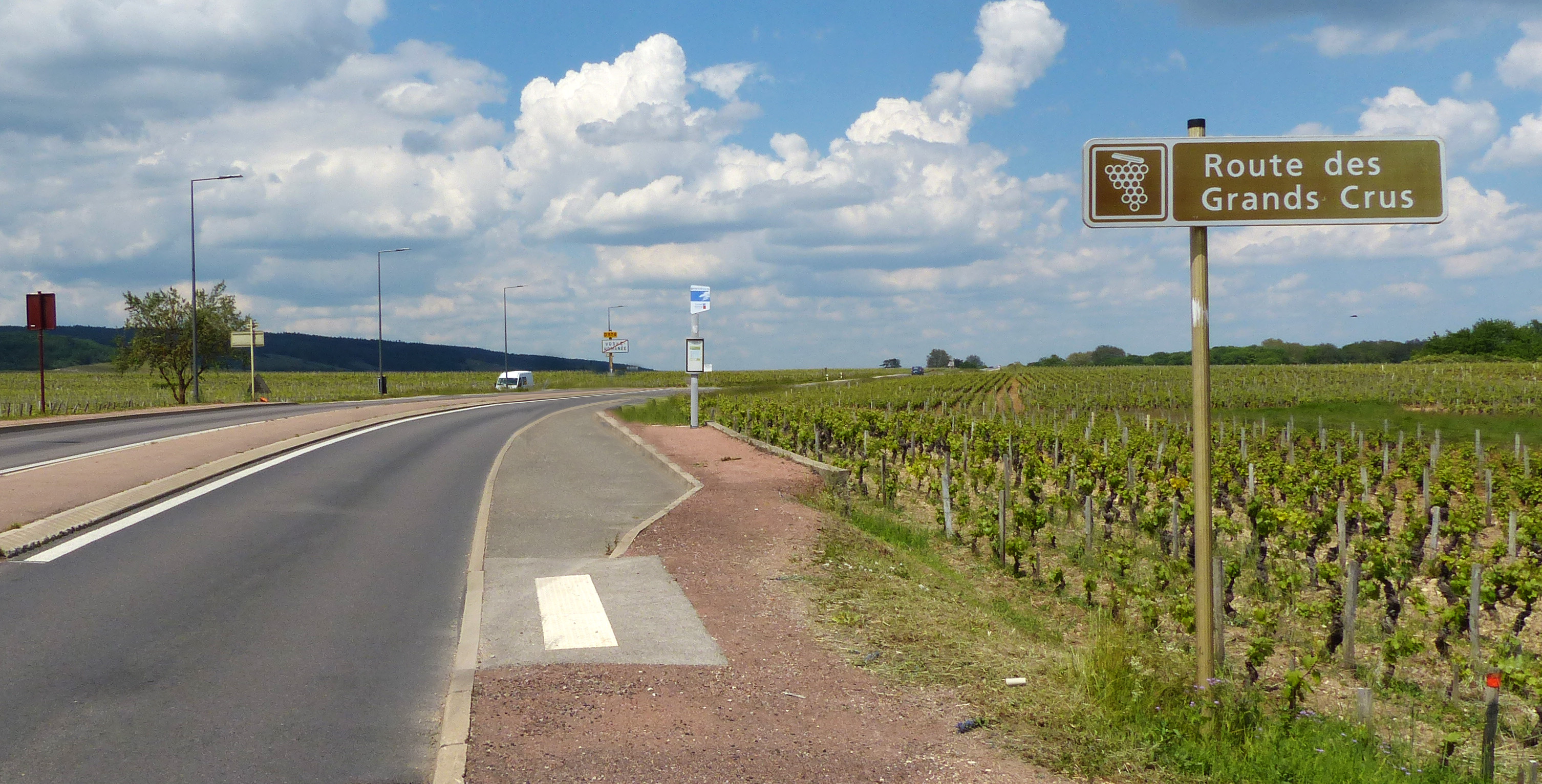

De Route des Grands Crus is een toeristische autoroute in de Bourgogne in Frankrijk. De bewegwijzerde route langs de wijngaarden van de Côte de Nuits en de Côte de Beaune is 60 kilometer lang van Dijon tot Santenay.
Het werd in 1937 opgericht en markeert het begin van het wijntoerisme.
Het wordt ook wel de Champs-Élysées van Bourgondië genoemd.

## Lijst van plaatsen van noord naar zuid
- Dijon (palais des ducs de Bourgogne)
- Côte de Nuits
  - Chenôve
  - Marsannay-la-Côte
  - Couchey
  - Fixin
  - Brochon
  - Gevrey-Chambertin
  - Morey-Saint-Denis
  - Chambolle-Musigny Kasteel van Clos de Vougeot

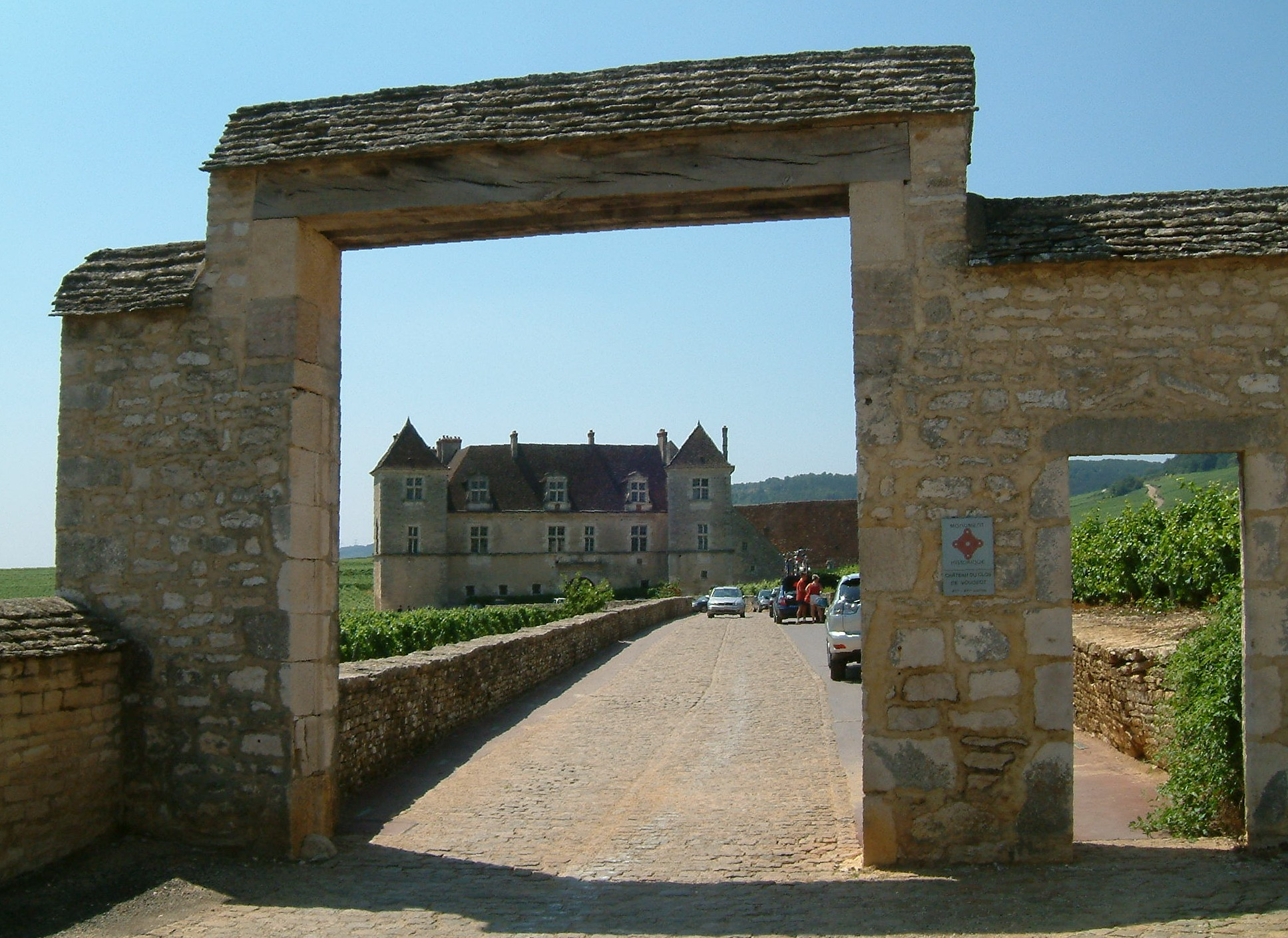
Kasteel van Clos de Vougeot

  - Vougeot (Kasteel van Clos de Vougeot)

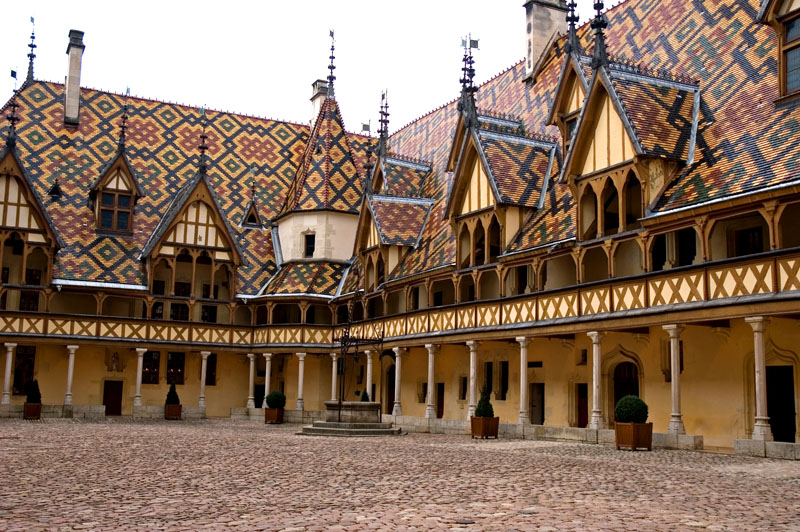
Hospices de Beaune.

  - Vosne-Romanée
  - Flagey-Echezeaux
  - Nuits-Saint-Georges
  - Comblanchien
  - Premeaux-Prissey
  - Corgoloin
- Côte de Beaune
  - Ladoix-Serrigny
  - Aloxe-Corton
  - Pernand-Vergelesses
  - Savigny-lès-Beaune Hospices de Beaune.
  - Beaune (hospices de Beaune)
  - Pommard
  - Volnay
  - Saint-Romain
  - Monthelie
  - Auxey-Duresses
  - Meursault
  - Puligny-Montrachet
  - Saint Aubin
  - Chassagne-Montrachet
  - Santenay

## Galerij

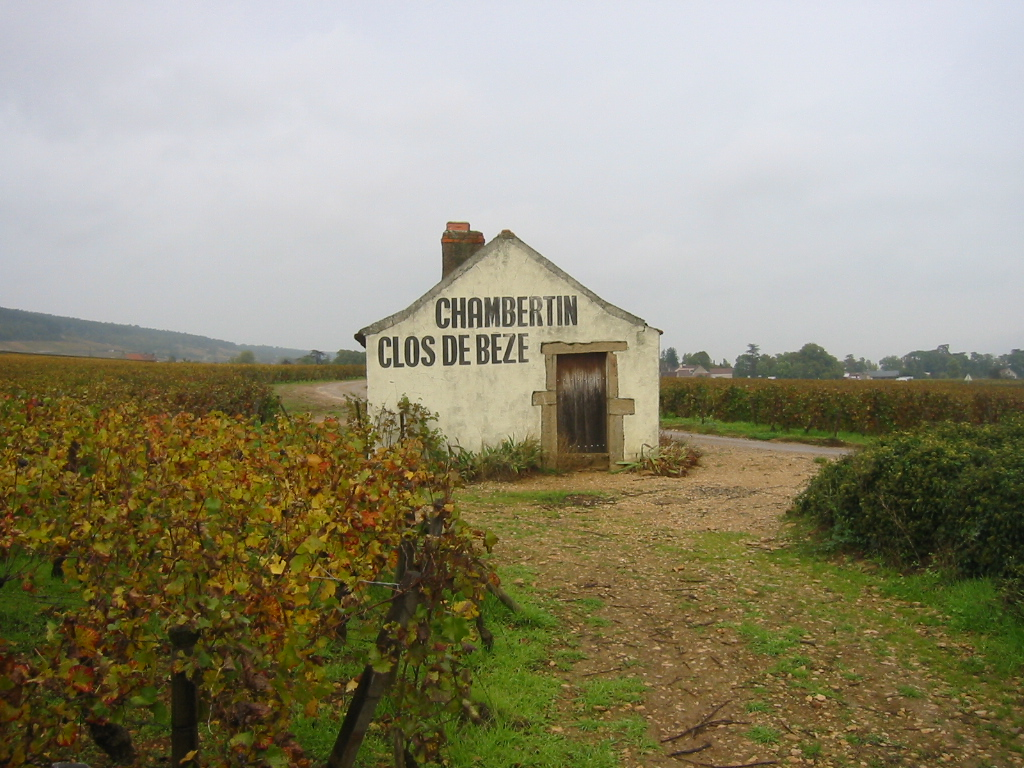
Chambertin-Clos-de-Bèze
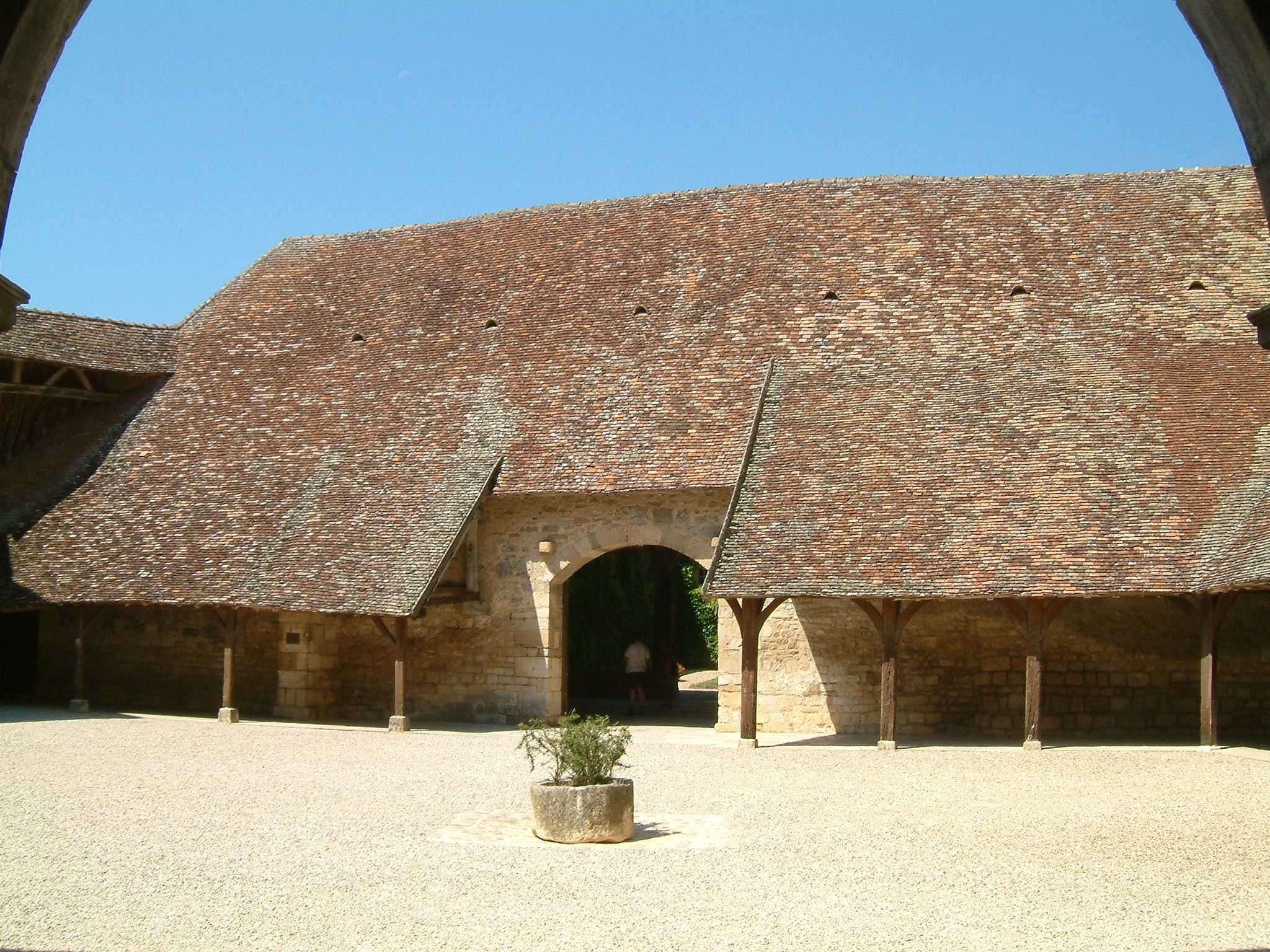
Kasteel van Clos de Vougeot
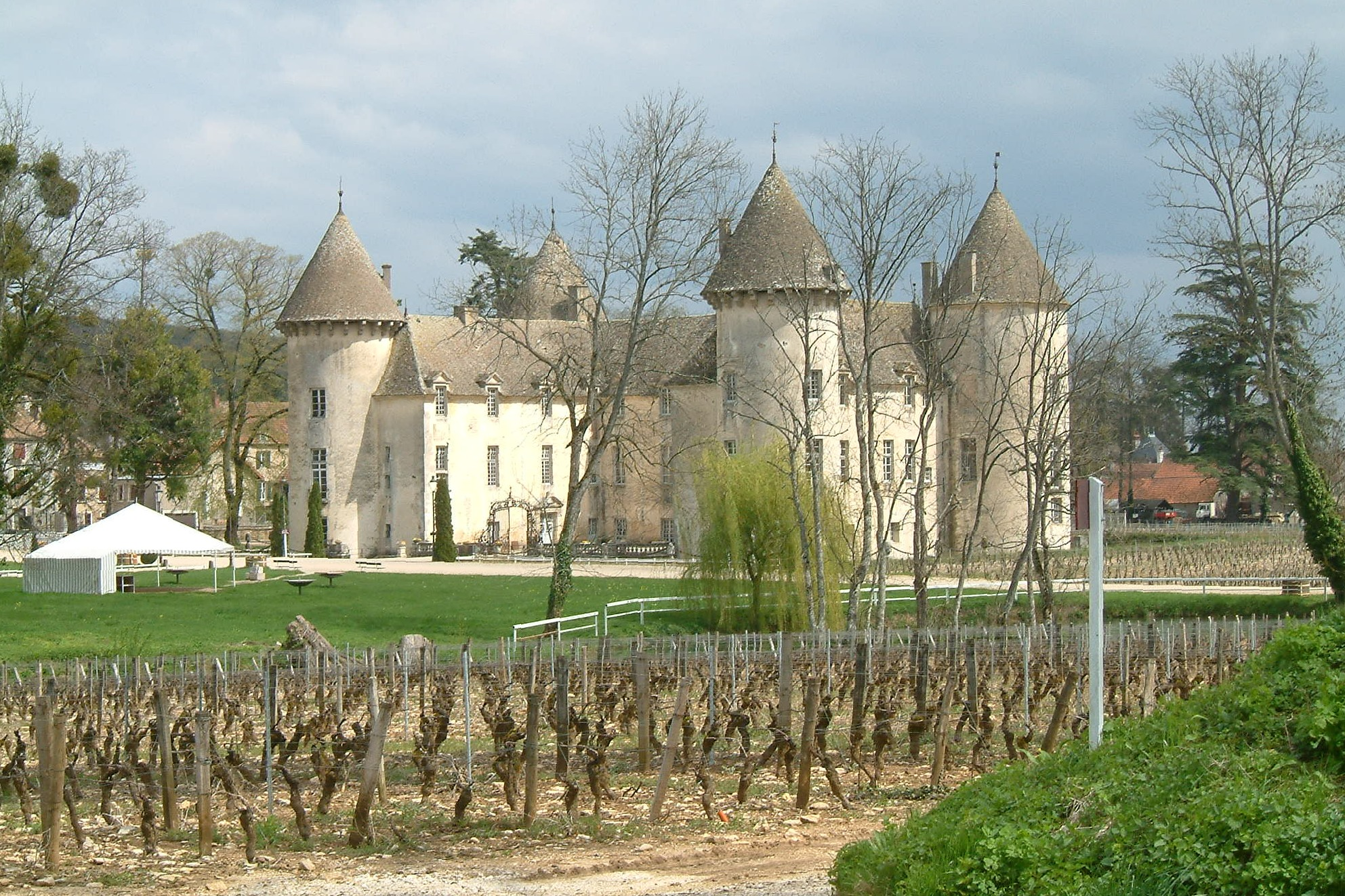
Kasteel van Savigny-lès-Beaune
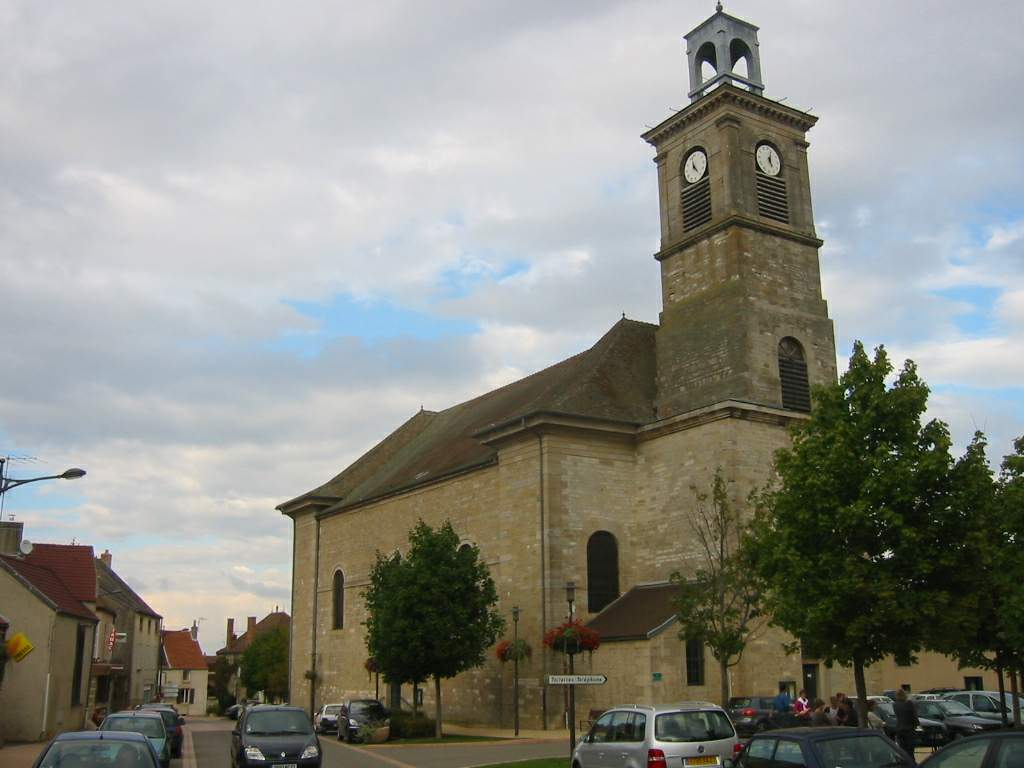
Kerk van Marsannay-la-Côte
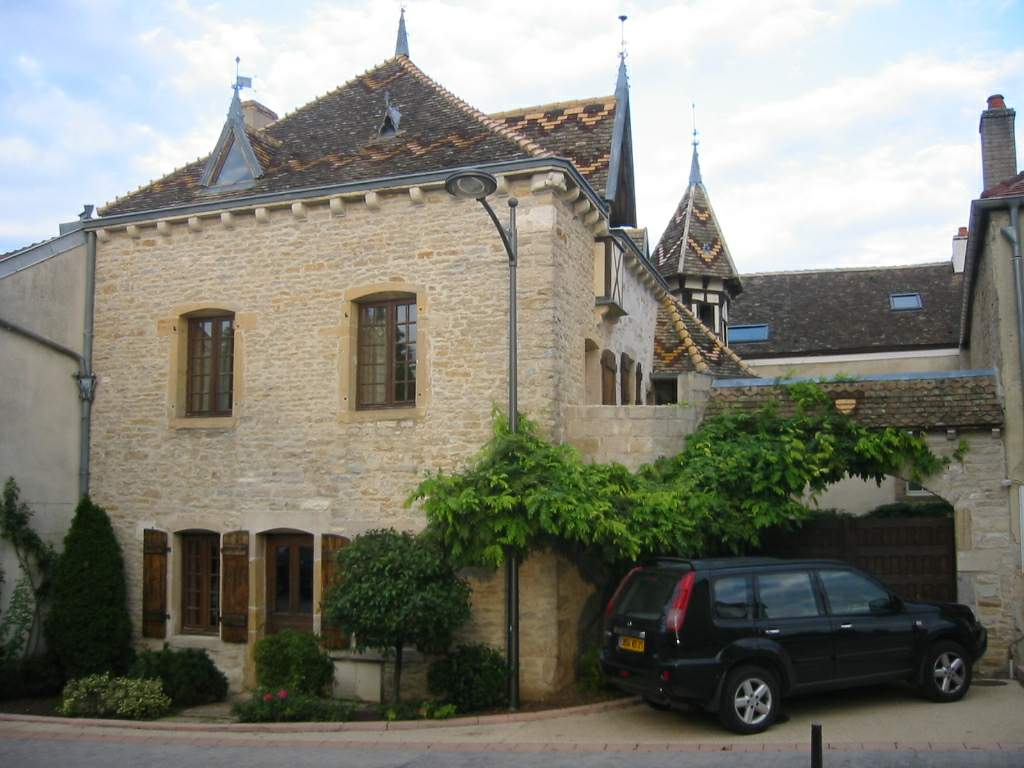
Maison Bourguignonne
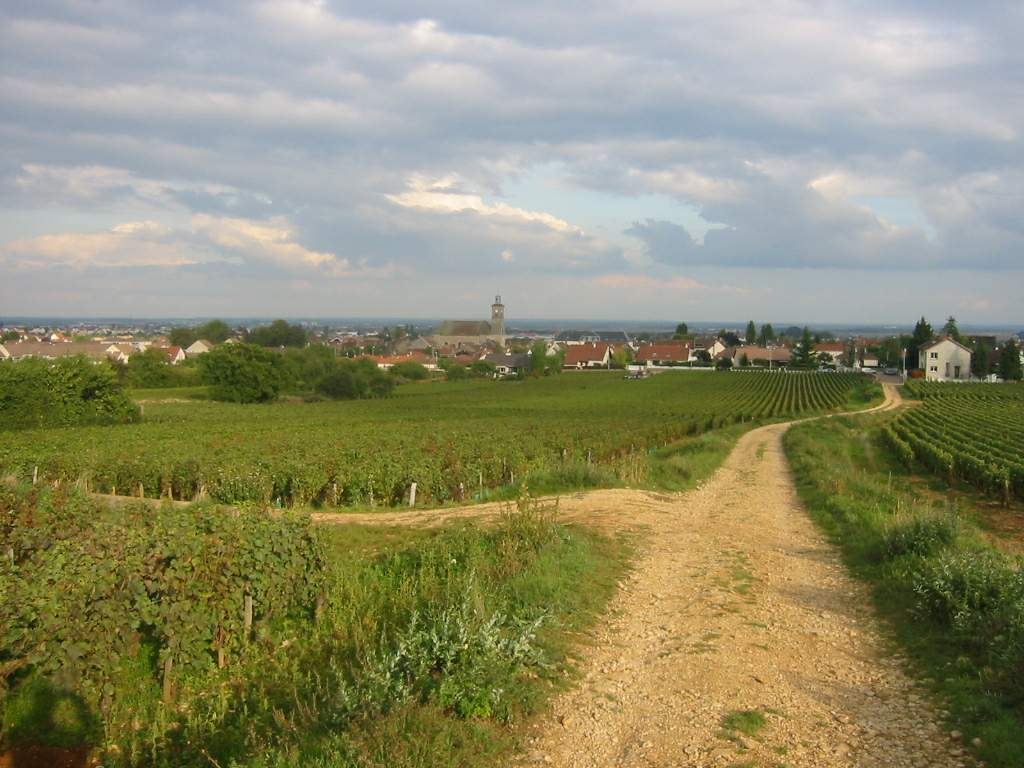
Marsannay-la-Côte